# Vimto
 (juin 2017).

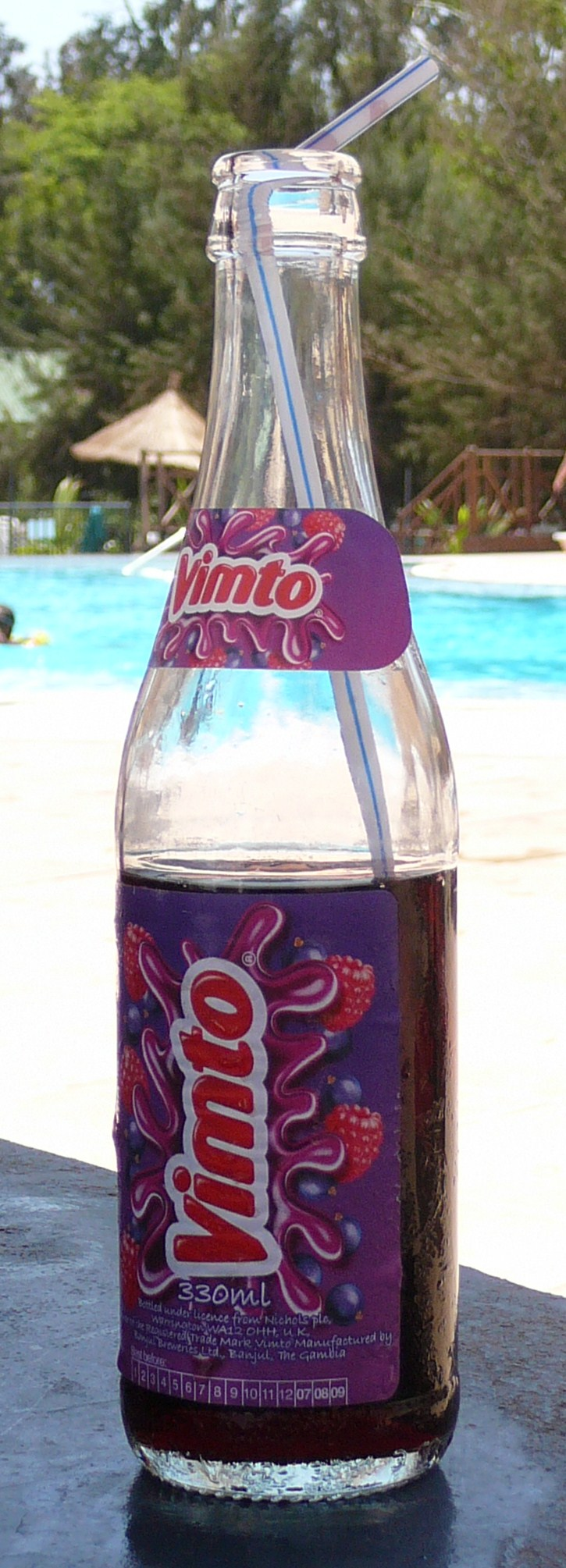
Bouteille de Vimto.

Vimto est une boisson gazeuse provenant de Grande-Bretagne. Elle est surtout vendue dans les pays du Commonwealth sous licence de Nichols International. Ce soda est principalement composée d'eau gazeuse, sucre, acide citrique, colorants,  d'arômes (comprenant des extraits naturels de fruits, d'herbes et d'épices), régulateur d'acidité.  

## Histoire
Vimto fut produit pour la première fois en 1908 par l'importateur d'herbes de Manchester John Noel Nichols, à la suite du mouvement de tempérance de la fin du XIXe et du début du XXe siècle et du Licencing Act de 1908 qui réduisait considérablement les conditions pour l'agrément des boissons alcoolisées en Angleterre et au pays de Galles. 
À l'origine, la boisson était vendue sous le nom « Vim Tonic ». En 1912, Nichols changea ce nom en Vimto. 
Vimto est actuellement produite par Vimto Soft Drinks Ltd, une filiale de Nichols plc.
La boisson, qui fait l'objet d'un vrai culte chez ses consommateurs[réf. nécessaire], a fêté ses 100 ans en 2008.

## Production extra-européenne
Vimto est aussi produite sous licence en Arabie saoudite et au Yémen avec une composition et une concentration parfois différentes. En Algérie, sous licence chez Fruital qui produit aussi la gamme Coca-Cola Fanta et Schweppes. En Gambie, où Vimto a la même part de marché que Coca-cola, elle est produite par Banjul Breweries sous licence.
Aux îles Salomon la brasserie locale Solomon Breweries LTD produit sous licence les variantes Vimto Cola, Vimto Orange et Vimto Raspberry.